# Municipio de Inverness
El municipio de Inverness (en inglés: Inverness Township) es un municipio ubicado en el condado de Cheboygan en el estado estadounidense de Míchigan. En el año 2010 tenía una población de 2261 habitantes y una densidad poblacional de 23,47 personas por km².

## Geografía
El municipio de Inverness se encuentra ubicado en las coordenadas 45°35′19″N 84°32′45″O / 45.58861, -84.54583. Según la Oficina del Censo de los Estados Unidos, el municipio tiene una superficie total de 96.35 km², de la cual 87,69 km² corresponden a tierra firme y (8,99 %) 8,66 km² es agua.

## Demografía
Según el censo de 2010, había 2261 personas residiendo en el municipio de Inverness. La densidad de población era de 23,47 hab./km². De los 2261 habitantes, el municipio de Inverness estaba compuesto por el 92,92 % blancos, el 0,09 % eran afroamericanos, el 3,72 % eran amerindios, el 0,35 % eran asiáticos, el 0,09 % eran de otras razas y el 2,83 % eran de una mezcla de razas. Del total de la población el 0,53 % eran hispanos o latinos de cualquier raza.